# Maurizio Longobardo
Maurizio Longobardo (Milano, 12 settembre 1960) è un allenatore di calcio ed ex calciatore italiano, di ruolo difensore.

## Carriera

### Giocatore
Terzino destro cresciuto nel Milan, nel 1979 viene mandato in prestito per due anni al Forlì (che nella prima stagione arriva terzo in Serie C1) e poi per un anno alla Reggina. Tornato alla base rossonera, fa parte della rosa milanista che vince il campionato cadetto del 1982-1983.
Nel 1983 passa al Pisa, dove disputa la sua unica stagione in Serie A.
Nel 1984 si trasferisce al Catania, con la cui maglia disputa tre campionati in Serie B. In particolare, nel primo di questi segna anche 2 reti, una delle quali in trasferta contro il Lecce.
Successivamente veste la maglia dell'Ischia.

### Allenatore
Nel 2010 allena la Ticinum, squadra del campionato di Promozione della provincia di Pavia.

## Palmarès
- Campionato italiano di Serie B: 1

Milan: 1982-1983